# Clase Wickes
La clase Wickes fue una serie de destructores construidos para la Armada de los Estados Unidos entre 1917 y 1919.
Sustituyó a los destructores de la clase Caldwell y a su vez fue sustituido por los destructores de la clase Clemson, constituyendo las tres clases los destructores del tipo «cuatro chimeneas». Se construyeron 111 unidades pero solo unas pocas fueron completadas a tiempo para entrar en servicio durante la Primera Guerra Mundial. Algunos fueron desguazados en los años 1930, pero la mayoría sirvieron en la Segunda Guerra Mundial, aunque en ocasiones fueron reconvertidos para otros usos como el transporte de tropas. Veintisiete destructores de la clase Wickes fueron transferidos a la Marina Real Británica a principios de 1941 —antes de la entrada en la guerra de Estados Unidos— como parte del acuerdo de destructores por bases firmado por Estados Unidos y Gran Bretaña. Estos destructores fueron utilizados para escoltar los convoyes que atravesaban el Atlántico para abastecer a las islas británicas y que eran atacados por los submarinos de la Alemania nazi. Algunos fueron transferidos después a la Unión Soviética. Los que no fueron hundidos durante la guerra fueron desguazados nada más acabar ésta.

## Unidades
Listado de buques de la clase Wickes: List of Wickes-class destroyers (Wikipedia en inglés)